# Reichstagswahlkreis Regierungsbezirk Danzig 3

Die Wahlkreisaufteilung des Deutschen Reichs.

Der Reichstagswahlkreis Provinz Westpreußen – Regierungsbezirk Danzig 3 (Wahlkreis 20; Wahlkreis Danzig-Stadt) war ein Wahlkreis für die Reichstagswahlen im Deutschen Reich und im Norddeutschen Bund von 1867 bis 1918.

## Wahlkreiszuschnitt
Der Wahlkreis umfasste die Stadt Danzig außer den Wohnplätzen Schellingsfelde, Zigankenberg, Heiligenbrunn, Hochstrieß, Holm und Mühlenhof.
| Jahr | Einwohner |
| ---- | --------- |
| 1890 | 118.256   |
| 1895 | 123.293   |
| 1900 | 137.394   |
| 1905 | 148.665   |
| 1910 | 156.801   |

|      | Landwirtschaft | Industrie und Gewerbe | Handel und Dienstleistungen |
| ---- | -------------- | --------------------- | --------------------------- |
| 1895 | 2,0            | 39,9                  | 58,1                        |
| 1907 | 2,3            | 43,8                  | 53,9                        |

|      | Evangelisch | Katholisch |
| ---- | ----------- | ---------- |
| 1890 | 67,5        | 29,3       |
| 1905 | 65,7        | 31,5       |
| 1910 | 65,7        | 31,4       |

## Abgeordnete
| Wahl                                | Abgeordneter             | Partei                                                                             | Bild |
| ----------------------------------- | ------------------------ | ---------------------------------------------------------------------------------- | ---- |
| Reichstagswahl Februar 1867         | Heinrich Wilhelm Martens | Fraktionslos, Liberal                                                              | 0    |
| Reichstagswahl August 1867 bis 1874 | Theodor Wilhelm Lesse    | Freie Vereinigung, trat im Verlauf der Legislaturperiode den Nationalliberalen bei | 0    |
| Reichstagswahl 1874 bis 1887        | Heinrich Rickert         | NLP, ab 1880 Liberale Vereinigung, ab 1884 Deutsche Freisinnige Partei             |      |
| Reichstagswahl 1887 bis 1890        | Karl Schrader            | DFP                                                                                | 0    |
| Reichstagswahl 1890 bis 1902        | Heinrich Rickert         | DFP, ab 1893 Freisinnige Vereinigung                                               |      |
| Nachwahl 1903 bis 1912              | Karl Mommsen             | FVg, ab 1910 Fortschrittliche Volkspartei                                          | 0    |
| Reichstagswahl 1912 bis 1918        | Friedrich Weinhausen     | FVP                                                                                |      |

## Wahlen

### 1867 (Februar)
Es fanden zwei Wahlgänge statt. Im ersten Wahlgang ergab sich folgendes Ergebnis:
| Kandidat                 | Partei              | Stimmen | in % | Anmerkungen |
| ------------------------ | ------------------- | ------- | ---- | ----------- |
| Heinrich Wilhelm Martens | Konservative Partei | 3539    | 0    | 0           |
|                          | NLP                 | 4388    | 0    | 0           |
|                          | F                   | 1017    | 0    | 0           |
| Sonstige                 | 0                   | 25      | 0    | 0           |

In der Stichwahl gewann Heinrich Wilhelm Martens.

### 1867 (August)
Es fand nur ein Wahlgang statt.
| Kandidat              | Partei            | Stimmen | in % | Anmerkungen |
| --------------------- | ----------------- | ------- | ---- | ----------- |
| Theodor Wilhelm Lesse | Freie Vereinigung | 4817    | 0    | 0           |
| Sonstige              | 0                 | 19      | 0    | 0           |

### 1871
Es fanden zwei Wahlgänge statt. Im ersten Wahlgang ergab sich folgendes Ergebnis:
| Kandidat              | Partei              | Stimmen | in % | Anmerkungen |
| --------------------- | ------------------- | ------- | ---- | ----------- |
|                       | Konservative Partei | 1406    | 0    | 0           |
| Theodor Wilhelm Lesse | NLP                 | 3570    | 0    | 0           |
|                       | F                   | 1563    | 0    | 0           |
|                       | Klerik              | 956     | 0    | 0           |
| Sonstige              | 0                   | 26      | 0    | 0           |

In der Stichwahl ergab sich folgendes Ergebnis.
| Kandidat              | Partei | Stimmen | in % | Anmerkungen |
| --------------------- | ------ | ------- | ---- | ----------- |
|                       | F      | 2167    | 0    | 0           |
| Theodor Wilhelm Lesse | NLP    | 4372    | 0    | 0           |

### 1874
Es fand nur ein Wahlgang statt.
| Kandidat         | Partei  | Stimmen | in % | Anmerkungen |
| ---------------- | ------- | ------- | ---- | ----------- |
| Heinrich Rickert | NLP     | 5586    | 0    | 0           |
|                  | F       | 2426    | 0    | 0           |
|                  | Zentrum | 2147    | 0    | 0           |
| Sonstige         | 0       | 16      | 0    | 0           |

### 1877
Es fanden zwei Wahlgänge statt. Im ersten Wahlgang ergab sich folgendes Ergebnis:
| Kandidat         | Partei  | Stimmen | in % | Anmerkungen |
| ---------------- | ------- | ------- | ---- | ----------- |
| Heinrich Rickert | NLP     | 5305    | 0    | 0           |
|                  | F       | 2903    | 0    | 0           |
|                  | Zentrum | 3423    | 0    | 0           |
| Sonstige         | 0       | 22      | 0    | 0           |

In der Stichwahl ergab sich folgendes Ergebnis.
| Kandidat         | Partei  | Stimmen | in % | Anmerkungen |
| ---------------- | ------- | ------- | ---- | ----------- |
|                  | Zentrum | 6320    | 0    | 0           |
| Heinrich Rickert | NLP     | 6754    | 0    | 0           |

### 1878
Es fand nur ein Wahlgang statt.
| Kandidat         | Partei              | Stimmen | in % | Anmerkungen |
| ---------------- | ------------------- | ------- | ---- | ----------- |
| Heinrich Rickert | NLP                 | 6661    | 0    | 0           |
|                  | Konservative Partei | 1354    | 0    | 0           |
|                  | Zentrum             | 5119    | 0    | 0           |
|                  | SPD                 | 114     | 0    | 0           |
| Sonstige         | 0                   | 5       | 0    | 0           |

### 1881
Es fand nur ein Wahlgang statt.
| Kandidat         | Partei              | Stimmen | in % | Anmerkungen |
| ---------------- | ------------------- | ------- | ---- | ----------- |
| Heinrich Rickert | LibV                | 7731    | 0    | 0           |
|                  | Konservative Partei | 6987    | 0    | 0           |
|                  | SPD                 | 43      | 0    | 0           |
| Sonstige         | 0                   | 27      | 0    | 0           |

### 1884
Es fand nur ein Wahlgang statt. Die Zahl der Wahlberechtigten betrug 22.977 und die Zahl der abgegebenen Stimmen 14.441 von denen 20 ungültig waren. Die Wahlbeteiligung betrug 62,9 %.
| Kandidat         | Partei              | Stimmen | in % | Anmerkungen |
| ---------------- | ------------------- | ------- | ---- | ----------- |
| Heinrich Rickert | F                   | 7239    | 0    | 0           |
|                  | Konservative Partei | 3481    | 0    | 0           |
|                  | Zentrum             | 3139    | 0    | 0           |
|                  | SPD                 | 577     | 0    | 0           |
| Sonstige         | 0                   | 5       | 0    | 0           |

### Nachwahl 1884
Rickert lehnte seine Wahl wegen Doppelmandat ab und es kam zu einer Nachwahl. Es fanden zwei Wahlgänge statt. Im ersten Wahlgang betrug die Zahl der abgegebenen Stimmen 13.699 von denen 12 ungültig waren. Die Wahlbeteiligung betrug 59,5 %.
| Kandidat      | Partei              | Stimmen | in % | Anmerkungen |
| ------------- | ------------------- | ------- | ---- | ----------- |
|               | Konservative Partei | 2985    | 0    | 0           |
| Karl Schrader | F                   | 6372    | 0    | 0           |
|               | Zentrum             | 2857    | 0    | 0           |
|               | SPD                 | 1451    | 0    | 0           |
| Sonstige      | 0                   | 4       | 0    | 0           |

In der Stichwahl betrug die Zahl der abgegebenen Stimmen 14.108 von denen 22 ungültig waren. Die Wahlbeteiligung betrug 61,5 %.
| Kandidat      | Partei              | Stimmen | in % | Anmerkungen |
| ------------- | ------------------- | ------- | ---- | ----------- |
|               | Konservative Partei | 5979    | 0    | 0           |
| Karl Schrader | F                   | 10.920  | 0    | 0           |

### 1887
Es fanden zwei Wahlgänge statt. Im ersten Wahlgang betrug die Zahl der Wahlberechtigten 22.528, die Zahl der abgegebenen Stimmen betrug 17.146 von denen 10 ungültig waren. Die Wahlbeteiligung betrug 76,2 %.
| Kandidat      | Partei  | Stimmen | in % | Anmerkungen |
| ------------- | ------- | ------- | ---- | ----------- |
|               | NLP     | 4792    | 0    | 0           |
| Karl Schrader | F       | 7394    | 0    | 0           |
|               | Zentrum | 2681    | 0    | 0           |
|               | SPD     | 2279    | 0    | 0           |

In der Stichwahl betrug die Zahl der abgegebenen Stimmen 15.955 von denen 16 ungültig waren. Die Wahlbeteiligung betrug 70,9 %.
| Kandidat      | Partei | Stimmen | in % | Anmerkungen |
| ------------- | ------ | ------- | ---- | ----------- |
|               | NLP    | 5035    | 0    | 0           |
| Karl Schrader | F      | 10.920  | 0    | 0           |

### 1890
Die Kartellparteien einigten sich auf den gemeinsamen NLP-Kandidaten Wedekind. 1890 fanden zwei Wahlgänge statt. Im ersten Wahlgang betrug die Zahl der Wahlberechtigten 23.043 und die Zahl der abgegebenen Stimmen 16.999 von denen 9 ungültig waren. Die Wahlbeteiligung betrug 73,8 %.
| Kandidat                   | Partei  | Stimmen | in %   | Anmerkungen |
| -------------------------- | ------- | ------- | ------ | ----------- |
| Heinrich Rickert           | DF      | 7350    | 43,3 % | 0           |
| Wedekind                   | NLP     | 3755    | 22,1 % | 0           |
| Wladislaus von Wolszlegier | Polen   | 213     | 1,3 %  | 0           |
| Otto Jochem                | SPD     | 3525    | 20,7 % | 0           |
| Franz Scharmer             | Zentrum | 2143    | 12,6 % | 0           |
| Sonstige                   | 0       | 4       | 0,0 %  | 0           |

Im zweiten Wahlgang gab es 14.216 abgegebene Stimmen, von denen 45 ungültig waren und eine Wahlbeteiligung von 61,7 %.
| Kandidat         | Partei | Stimmen | in %   | Anmerkungen |
| ---------------- | ------ | ------- | ------ | ----------- |
| Heinrich Rickert | DF     | 10.228  | 72,2 % | 0           |
| Wedekind         | NLP    | 3943    | 27,8 % | 0           |

### 1893
Zentrale Frage des Wahlkampfes war die Militärvorlage. Nachdem Rickert eine entsprechende Erklärung abgegeben hatte, erklärte die NLP die Unterstützung Rickerts trotz starker Differenzen in der Sozialpolitik. 1893 fanden zwei Wahlgänge statt. Im ersten Wahlgang betrug die Zahl der Wahlberechtigten 23.877 und die Zahl der abgegebenen Stimmen 16.354 von denen 17 ungültig waren. Die Wahlbeteiligung betrug 68,5 %.
| Kandidat                    | Partei       | Stimmen | in %   | Anmerkungen |
| --------------------------- | ------------ | ------- | ------ | ----------- |
| Heinrich Rickert            | FVg          | 6218    | 38,1 % | 0           |
| Adolf Ernst von Ernsthausen | Konservative | 3711    | 22,7 % | 0           |
| Prabucki                    | Polen        | 303     | 1,9 %  | 0           |
| Otto Jochem                 | SPD          | 4265    | 26,1 % | 0           |
| Boenig                      | Zentrum      | 1821    | 11,1 % | 0           |
| Sonstige                    | 0            | 19      | 0,0 %  | 0           |

Vor der Stichwahl riefen die Konservativen und das Zentrum zur Wahl Rickerts auf. Im zweiten Wahlgang gab es 15.528 abgegebene Stimmen, von denen 44 ungültig waren und eine Wahlbeteiligung von 65,0 %.
| Kandidat         | Partei | Stimmen | in %   | Anmerkungen |
| ---------------- | ------ | ------- | ------ | ----------- |
| Heinrich Rickert | FVg    | 10.353  | 66,9 % | 0           |
| Otto Jochem      | SPD    | 5131    | 33,1 % | 0           |

### 1898
Die NLP rief zur Wahl Rickerts auf. 1898 fanden zwei Wahlgänge statt. Im ersten Wahlgang betrug die Zahl der Wahlberechtigten 27.565 und die Zahl der abgegebenen Stimmen 17.812 von denen 15 ungültig waren. Die Wahlbeteiligung betrug 64,6 %.
| Kandidat                   | Partei       | Stimmen | in %   | Anmerkungen |
| -------------------------- | ------------ | ------- | ------ | ----------- |
| Heinrich Rickert           | FVg          | 7231    | 40,6 % | 0           |
| Schulz                     | Konservative | 2968    | 16,7 % | 0           |
| Wladislaus von Wolszlegier | Polen        | 310     | 1,7 %  | 0           |
| Sedlatzek                  | Antisemiten  | 368     | 2,1 %  | 0           |
| Franz Storch               | SPD          | 3822    | 21,5 % | 0           |
| Scharmer                   | Zentrum      | 3086    | 17,4 % | 0           |
| Sonstige                   | 0            | 12      | 0,1 %  | 0           |

Vor der Stichwahl riefen die Konservativen und der BdL zur Wahl Rickerts auf. Das Zentrum gab die Wahl zwischen Enthaltung und Rickert frei. Im zweiten Wahlgang gab es 16.165 abgegebene Stimmen, von denen 55 ungültig waren und eine Wahlbeteiligung von 58,6 %.
| Kandidat         | Partei | Stimmen | in %   | Anmerkungen |
| ---------------- | ------ | ------- | ------ | ----------- |
| Heinrich Rickert | FVg    | 11.134  | 69,1 % | 0           |
| Storch           | SPD    | 4976    | 30,9 % | 0           |

### Ersatzwahl 1903
Nach dem Tod Rickerts musste eine Ersatzwahl erfolgen. Diese fand am 13. Januar 1903 statt. NLP, FVP und FVg einigten sich auf den freisinnige Kandidaten Mommsen. Im Gegenzug sollte de FVg bei der nächsten Landtagswahl zur Wahl des FVP-Kandidaten aufrufen. Das Zentrum und die Konservativen versuchten, sich auf einen gemeinsamen Kandidaten zu einigen. Da der gemeinsame Kandidat Franz Lusensky aber Mitglied der NLP war und diese sich schon auf Mommsen festgelegt hatte, kam eine Absprache nicht zustande. Das Zentrum stellte keinen Kandidaten auf und rief zur Enthaltung auf.
Es fanden zwei Wahlgänge statt. Im ersten Wahlgang betrug die Zahl der Wahlberechtigten 28.930 und die Zahl der abgegebenen Stimmen 16.494 von denen 118 ungültig waren. Die Wahlbeteiligung betrug 57,0 %.
| Kandidat                   | Partei       | Stimmen | in %   | Anmerkungen |
| -------------------------- | ------------ | ------- | ------ | ----------- |
| Karl Mommsen               | FVg          | 6174    | 37,7 % | 0           |
| Heydebreck                 | Konservative | 4273    | 26,1 % | 0           |
| Wladislaus von Wolszlegier | Polen        | 345     | 2,1 %  | 0           |
| Bartel                     | SPD          | 5569    | 34,0 % | 0           |
| Sonstige                   | 0            | 12      | 0,1 %  | 0           |

Vor der Stichwahl riefen die Konservativen zur Wahl Mommsens auf. Die Polen sprachen sich für die SPD aus. Im zweiten Wahlgang gab es 16.921 abgegebene Stimmen, von denen 77 ungültig waren und eine Wahlbeteiligung von 58,5 %.
| Kandidat     | Partei | Stimmen | in %   | Anmerkungen |
| ------------ | ------ | ------- | ------ | ----------- |
| Karl Mommsen | FVg    | 10.472  | 62,2 % | 0           |
| Bartel       | SPD    | 6372    | 37,8 % | 0           |

### 1903
Mommsen wurde erneut durch die NLP und die Freisinnige Volkspartei unterstützt. Es fanden zwei Wahlgänge statt. Im ersten Wahlgang betrug die Zahl der Wahlberechtigten 32.562 und die Zahl der abgegebenen Stimmen 21.005 von denen 29 ungültig waren. Die Wahlbeteiligung betrug 64,5 %.
| Kandidat                   | Partei       | Stimmen | in %   | Anmerkungen |
| -------------------------- | ------------ | ------- | ------ | ----------- |
| Karl Mommsen               | FVg          | 7672    | 36,6 % | 0           |
| Heydebreck                 | Konservative | 3257    | 15,5 % | 0           |
| Wladislaus von Wolszlegier | Polen        | 440     | 2,1 %  | 0           |
| Bartel                     | SPD          | 6070    | 28,9 % | 0           |
| Sonstige                   | 0            | 15      | 0,1 %  | 0           |

Im zweiten Wahlgang gab es 19.618 abgegebene Stimmen, von denen 208 ungültig waren und eine Wahlbeteiligung von 60,2 %.
| Kandidat     | Partei | Stimmen | in %   | Anmerkungen |
| ------------ | ------ | ------- | ------ | ----------- |
| Karl Mommsen | FVg    | 11.993  | 61,8 % | 0           |
| Bartel       | SPD    | 7417    | 38,2 % | 0           |

### 1907
Mommsen wurde erneut durch die NLP und die Freisinnige Volkspartei unterstützt. Es fanden zwei Wahlgänge statt. Im ersten Wahlgang betrug die Zahl der Wahlberechtigten 32.905 und die Zahl der abgegebenen Stimmen 24.623 von denen 52 ungültig waren. Die Wahlbeteiligung betrug 74,8 %.
| Kandidat     | Partei       | Stimmen | in %   | Anmerkungen |
| ------------ | ------------ | ------- | ------ | ----------- |
| Karl Mommsen | FVg          | 7503    | 30,5 % | 0           |
| Schrey       | Konservative | 4332    | 17,6 % | 0           |
| Kulerski     | Polen        | 429     | 1,8 %  | 0           |
| Trilse       | SPD          | 6391    | 26,0 % | 0           |
| Scharmer     | Zentrum      | 4041    | 16,5 % | 0           |
| Sonstige     | 0            | 11      | 0,1 %  | 0           |

Die Konservativen sprachen sich in der Stichwahl für Mommsen aus, das Zentrum forderte die Stimmenthaltung. Im zweiten Wahlgang gab es 22.661 abgegebene Stimmen, von denen 429 ungültig waren und eine Wahlbeteiligung von 68,9 %.
| Kandidat     | Partei | Stimmen | in %   | Anmerkungen |
| ------------ | ------ | ------- | ------ | ----------- |
| Karl Mommsen | FVg    | 13.927  | 62,6 % | 0           |
| Trilse       | SPD    | 8305    | 37,4 % | 0           |

### 1912
Nachdem die Fortschrittliche Volkspartei Friedrich Weinhausen nominiert hatte, unterstützte die NLP den Kandidaten. Die Konservativen, die Mittelstandspartei und das Zentrum unterstützen den Kaufmann Dentler als gemeinsamen Kandidaten. Es fanden zwei Wahlgänge statt. Im ersten Wahlgang betrug die Zahl der Wahlberechtigten 32.907 und die Zahl der abgegebenen Stimmen 25.179 von denen 58 ungültig waren. Die Wahlbeteiligung betrug 76,5 %.
| Kandidat             | Partei             | Stimmen | in %   | Anmerkungen |
| -------------------- | ------------------ | ------- | ------ | ----------- |
| Friedrich Weinhausen | FoVP               | 9418    | 37,5 % | 0           |
| Dentler              | Mittelstandspartei | 7121    | 28,3 % | 0           |
| Kupcynski            | Polen              | 498     | 2,0 %  | 0           |
| Hans Marckwald       | SPD                | 8038    | 32,0 % | 0           |
| Schümer              | Zentrum            | 31      | 0,1 %  | 0           |
| Sonstige             | 0                  | 15      | 0,1 %  | 0           |

In der Stichwahl rief das Zentrum mit der Begründung „Ob der Sozialdemokrat Marckwald in den Reichstag kommt oder der Freund der Sozialdemokraten Weinhausen, kann uns schnuppe sein“ zur Wahlenthaltung auf. Die Konservativen teilten diese Position, nachdem es nicht zu einer Vereinbarung gekommen war, dass der Freisinn im Gegenzug zu einer Unterstützung hier den konservativen Kandidaten Doerksen im Wahlkreis 19 (Danzig-Land) unterstützen solle. Die Fortschrittliche Volkspartei griff daraufhin die SPD im Wahlkampf scharf an, um die Unterschiede zu den Sozialisten deutlich zu machen. Im zweiten Wahlgang gab es 25.184 abgegebene Stimmen, von denen 871 ungültig waren und eine Wahlbeteiligung von 76,5 %.
| Kandidat             | Partei | Stimmen | in %   | Anmerkungen |
| -------------------- | ------ | ------- | ------ | ----------- |
| Friedrich Weinhausen | FoVP   | 13.577  | 55,8 % | 0           |
| Hans Marckwald       | SPD    | 10,736  | 44,2 % | 0           |